# Ruth Hausmeister
Ruth Hausmeister (* 5. Juni 1912 in Stuttgart; † 1. Februar 2012 in München) war eine deutsche Schauspielerin.

## Leben
Ruth Hausmeister besuchte eine Waldorfschule und erhielt Ballettunterricht. Als Ballett-Elevin hatte sie erste Auftritte am Württembergischen Staatstheater Stuttgart. Nach einer Schauspielausbildung war sie als Schauspielerin von 1933 bis 1934 am Stadttheater Nordhausen, von 1934 bis 1935 am Stadttheater St. Gallen und von 1936 bis 1937 an den Münchner Kammerspielen sowie für das Münchner Kabarett Die Nachrichter tätig.
Von 1937 bis 1938 agierte sie am Hamburger Thalia Theater, wo sie ihren späteren Ehemann Carl-Heinz Schroth kennenlernte. Aus der Ehe stammen die beiden Töchter Sabine (* 1940) und Katharina (* 1945). Die Ehe wurde geschieden.
In den Jahren 1938 bis 1939 war sie am Residenztheater Wiesbaden beschäftigt und von 1940 bis 1942 wieder am Thalia Theater. Von 1943 bis 1944 trat sie an der Soldatenbühne Berlin auf. Von 1946 bis 1949 war sie am Deutschen Theater in Berlin engagiert sowie bis 1950 am Renaissance-Theater. Sie gastierte am Schillertheater sowie am Schlossparktheater und Hebbel-Theater. Gastspiele führten sie an die Münchner Kammerspiele sowie an das Schauspielhaus Bochum.
Zu ihren Rollen gehörten August Strindbergs Fräulein Julie (1946, Renaissance-Theater), Emily in Marcel Achards Die Zeit des Glücks (1947, Renaissance-Theater), Heilsarmeeschwester in August Defresnes Das unbewohnte Eiland (1950, Schlossparktheater), Anastasia in Die Ehe des Herrn Mississippi (1952, Schlossparktheater), Amalia in Das Schloss nach Kafka/Brod (1953, Schlossparktheater), Vera Stein in Stefan Barcavas Die Gefangenen (1953, Schillertheater), Sekretärin in Camus’ Der Belagerungszustand (1953, Schillertheater) und Pia in Ugo Bettis Die Ziegeninsel (1954, Schlossparktheater). Spätere Rollen waren die Titelfigur in Gorkis Wassa Schelesnowa, Frau John in Hauptmanns Die Ratten, Mrs. Venable in Tennessee Williams’ Plötzlich letzten Sommer, Frau Vockerath in Hauptmanns Einsame Menschen, die alte Frau in Thomas Bernhards Ein Fest für Boris und die Titelfigur in Sternheims Die Marquise von Arcis.
Daneben wirkte Hausmeister in Spielfilmen, Fernsehspielen und Serien mit, zuletzt in der ZDF-Kriminalreihe Zwei Brüder. Hausmeister war auch Hörspielsprecherin beim RIAS Berlin. Sie lebte in München.
Anfang Februar 2012 verstarb Ruth Hausmeister im Alter von 99 Jahren in München. Ihre Urne wurde im Grab ihres Ex-Gatten Carl-Heinz Schroth auf dem Münchener Nordfriedhof (Grabnummer 66-1-6) in München beigesetzt.

## Filmografie
- 1949: Mädchen hinter Gittern
- 1952: Karriere in Paris
- 1954: Das fliegende Klassenzimmer
- 1958: Ein idealer Gatte
- 1958: Das Mädchen Rosemarie
- 1958: Die Beklagte
- 1959: Der Mann, der sich verkaufte
- 1959: Affäre Dreyfus
- 1959: Die Brücke
- 1960: Jenseits des Rheins (Le passage du Rhin)
- 1960: Stahlnetz: Die Zeugin im grünen Rock
- 1960: Das Haus voller Gäste
- 1961: Die Wildente
- 1961: Der grüne Bogenschütze
- 1962: Stahlnetz: In jeder Stadt …
- 1962: Der längste Tag (The Longest Day)
- 1963: Das große Vorbild
- 1964: Sechs Personen suchen einen Autor
- 1965: Exil
- 1965: Fluchtversuch
- 1966: Johannisnacht
- 1967: Die Marquise von Arcis
- 1967: Der Revisor
- 1970: Krebsstation
- 1970: Tod nach Mitternacht
- 1972: Flint
- 1972: Mykonos (Serie Der Kommissar)
- 1973: Nerze nachts am Straßenrand
- 1973: Der Fußgänger
- 1974: Zwangspause
- 1974: Die Nacht mit Lansky (Serie Der Kommissar)
- 1974: Der Liebespaarmörder (Serie Der Kommissar)
- 1978: Der Gehilfe
- 1980: Aller guten Dinge sind drei. Serenade für Spieldose, Cello und Orgel
- 1988: Der Krähenbaum
- 1988: Wilder Westen inclusive (Mehrteiler)
- 1988: Der Dienstagsmann (Serie Anwalt Abel)
- 1990: Willi – Ein Aussteiger steigt ein
- 1990: Florian (Mehrteiler)
- 1991: Unser Haus
- 1991: Auf der Suche nach Salome (Serie)
- 1994: Leni
- 1994: Anna Maria – Eine Frau geht ihren Weg (Serie)
- 1994: Die Wache (Serie, Folge: Funkstille)
- 1994: Die schönsten Geschichten mit Heinz Rühmann
- 1994–1996: Ärzte (Serie)
- 1994–2001: Zwei Brüder (Serie)
- 1997: Stunden der Entscheidung (Serie Rosamunde Pilcher)

## Theater
- 1940: George Bernard Shaw: Der Teufelsschüler – Regie: Paul Mundorf (Thalia Theater Hamburg)
- 1946: Bayard Veiller: Der Prozeß Mary Dugan (Mary Dugan) – Regie: ? (Rheingau-Theater Berlin)
- 1946: August Strindberg: Fräulein Julie (Juli) – Regie: Ernst Schröder (Renaissance-Theater Berlin)
- 1946: Jean Anouilh: Der Reisende ohne Gepäck (Kammerjungfrau) – Regie: Hans-Robert Bortfeldt (Deutsches Theater Berlin – Kammerspiele)
- 1947: Marcel Achard: Die Zeit des Glücks – Regie: Kurt Raeck (Renaissance-Theater Berlin)
- 1948: Roger Ferdinand: Heutzutage mit 18 Jahren – Regie: Peter Thomas (Tribüne Berlin)
- 1950: Henrik Ibsen: Die Stützen der Gesellschaft (Lona Hessel) – Regie: Fritz Wisten (Theater am Schiffbauerdamm)
- 1950: Molière: Der Menschenfeind (Celiméne) – Regie: Lothar Müthel (Schlosspark Theater Berlin)
- 1950: August Defresne: Das unbewohnte Eiland (Heilsarmeeschwester) – Regie: Boleslaw Barlog (Schlosspark Theater Berlin)
- 1951: Roger MacDougall: Einmal muß das Kind ja kommen – Regie: Hans Stiebner (Komödie am Kurfürstendamm Berlin)
- 1951: Georg Büchner: Dantons Tod (Dantons Geliebte) – Regie: Karl-Heinz Stroux (Hebbel-Theater Berlin)
- 1951: William Shakespeare: Die lustigen Weiber von Windsor – Regie: Rudolf Noelte (Hebbel-Theater Berlin)
- 1952: William Shakespeare: Ein Sommernachtstraum – Regie: Boleslaw Barlog (Schiller Theater Berlin)
- 1952: Ferdinand Raimund: Der Alpenkönig und der Menschenfeind – Regie: Oscar Fritz Schuh (Schlosspark Theater Berlin)
- 1954: Sophokles: Antigone – Regie: Heinrich Koch (Schiller Theater Berlin)
- 1955: Rawlings Stuart Boone: Von Mensch zu Mensch – Regie: Rudolf Noelte (Schlosspark Theater Berlin)
- 1956: August Strindberg: Karl VII. – Regie: Oscar Fritz Schuh (Theater am Kurfürstendamm Berlin)
- 1958: Bertolt Brecht, Lion Feuchtwanger: Leben Eduards II. von England (Anna) – Regie: Hanskarl Zeiser (Residenztheater München)
- 1957: Eugene O’Neill: Trauer muss Elektra tragen – Regie: Rudolf Noelte (Residenztheater München)
- 1959: William Inge: Das Dunkel am Ende der Treppe – Regie: Josef Millo (Komödie am Kurfürstendamm Berlin)
- 1961: Max Frisch: Graf Öderland – Regie: Hans Lietzau (Schiller Theater Berlin)
- 1962: Albert Camus: Der Belagerungszustand (Sekretärin) – Regie: Hans Lietzau (Ruhrfestspiele Recklinghausen)
- 1962: William Shakespeare: König Richard der Dritte – Regie: Rudolf Sellner (Schiller Theater Berlin)
- 1963: Max Frisch: Andorra – Regie: Fritz Kortner (Schiller Theater Berlin)
- 1964: Alexander Ostrowski: Der Wald – Regie: Boleslaw Barlog (Schiller Theater Berlin)
- 1964: George Bernard Shaw: Mensch und Übermensch – Regie: Rolf Henniger (Schiller Theater Berlin)
- 1966: Carl Sternheim nach Denis Diderot: Die Marquise von Arcis – Regie: Falk Harnack (Tribüne Berlin)
- 1966: Friedrich Schiller: Maria Stuart – Regie: Christian Dorn (Deutsches Theater München)
- 1967: Günter Grass: Die Plebejer proben den Aufstand – Regie: Hans Lietzau (Residenztheater München)
- 1969: François Billetdoux: Durch die Wolken – Regie: Leopold Lindtberg (Thalia Theater Hamburg)
- 1971: David Mercer: Flint – Regie: Hans Lietzau (Schiller Theater Berlin)
- 1975: Federico García Lorca: Dona Rosita bleibt ledig oder Die Sprache der Blumen – Regie: Gert-Hagen Seebach (Thalia Theater Hamburg)
- 1980: Maxim Gorki: Wassa Schelesnowa – Regie: Günter Krämer (Schlosspark Theater Berlin)
- 1983: Rolf Hochhuth: Ärztinnen – Regie: Rolf Hochhuth (Ernst-Deutsch-Theater Hamburg)

## Hörspiele (Auswahl)
- 1949: Richard Katz: Ehe der Monsun kam (Hanna) – Regie: Robert Adolf Stemmle (NWDR)
- 1949: Heinrich Mann: Madame Legros (Titelrolle) – Regie: Hanns Farenburg (Deutschlandsender)
- 1960: Dieter Waldmann: Das Dorf (Lehrerin) – Regie: Rolf von Goth (SFB)
- 1961: Gertrud Schild: Mensch ohne Namen. Ein Erlebnisbericht. (Hauptrolle) – Regie: Hanns Korngiebel (RIAS Berlin)
- 1965: Yasushi Inoue: Das Jagdgewehr (Midori) – Bearbeitung und Regie: Gert Westphal (RIAS Berlin)
- 2001: Andrea Camilleri: Der Hund aus Terracotta (2. Teil) – Commissario Montalbano löst ein Rätsel (Signorina Angelina Burgio) – Regie: Leonhard Koppelmann (SWF)